# 2014年达喀尔拉力赛
2014年达喀尔拉力赛(2014 Dakar Rally)于2014年1月5日至18日在南美洲的阿根廷和智利举办。这是第35届达喀尔拉力赛。本届赛事于阿根廷罗萨里奥开始，经13个赛段，最后于智利瓦尔帕莱索结束。
本届赛事共有174辆摩托车、147辆汽车、70辆卡车和40辆四轮摩托车共计431辆参赛车辆。哈弗车队是本次比赛唯一参赛的中国车队。周勇加盟MINI车队成为唯一参赛的中国选手。